# 639国道
639国道（或“国道639线”、“G639”、“福马线”）是中华人民共和国《国家公路网规划》中的一条联络线性质的国道。规划起点位于福州市连江县琯头镇川石村，实际终点位于福州市马尾区琅岐镇龙台村，规划终点中華民國連江縣南竿乡。

## 历史
2019年，中国最高领导人习近平在《告台湾同胞书》发表40周年纪念会上提及金门、马祖要进行“新四通”（即通水、通电、通气、通桥）计划。
2022年7月4日，国家发展和改革委员会印发2022年版《国家公路网规划》，规划文件中提及福州和马祖之间要修建G639国道，但并未说明该线路具体走向。
2023年5月17日，马祖方面政务代表与福州市人民政府展开“新四通”议题会商，双方也谈及最为重要的通桥议题，双方意向初步规划马祖方向通桥方案的起点位于琅岐岛东侧，途经日庄礁、七星礁，终点位于马祖的南竿岛上四维村，全长27.2公里，该方案需要耗资1206亿元人民币。
2023年10月7日，福州市自然资源规划局公示《国道G639线连江粗葫芦岛至马尾琅岐段工程海域使用论证报告书》，该报告书披露了国道639线大陆段全线走向，计划将分两期建设，本次主要公示的是一期工程（即连江县琯头镇龙沙村至马尾区琅岐镇龙台村段），而二期工程则将从龙沙村向东延伸至川石岛上的川石村，两期主线全长7.02公里，耗资40亿元人民币。远期可通过建设跨海大桥通向马祖乡。
2024年12月13日，福建省公路中心在福州市举行国道639线连江粗葫芦岛至马尾琅岐段初步设计方案推进会。参与本次会议的专家和代表一致认为该项目初步设计方案总体合理，设计深度符合要求，审查通过该项目初步设计方案。

## 里程表
| 途径城市名                               | 距起点距离               |
| 福建省福州市连江县琯头镇川石村           | 0 （實際起點）           |
| 福建省福州市马尾区琅岐镇龙台村           | 7                        |
| 琅岐－马祖跨海大桥（因兩岸分治尚未實現） |                          |
| 连江县南竿乡                             | 34（因兩岸分治尚未實現） |
| 未通车路段                               |                          |